# ۷۶۳ (میلادی)

## رویدادها
- زمین‌لرزه خراسان. در این سال زمین لرزه فاجعه باری در خراسان روی داد که کوه‌ها را از جای خود حرکت داد و هیچ درختی و سنگی را برجای خویش استوار باقی نگذاشت. محل آن می‌تواند منطقه قهستان (خواف، قاین، طبس) یا ناحیه جاجرم، جوین، نیشابور بوده باشد.

## زادگان
- 17 مارس - هارون الرشيد : پنجمین خلیفه عباسی.